# Aphanotrigonum femorellum
Aphanotrigonum femorellum är en tvåvingeart som beskrevs av Collin 1946. Aphanotrigonum femorellum ingår i släktet Aphanotrigonum, och familjen fritflugor. Arten är reproducerande i Sverige.